# スター芸能大合戦
『スター芸能大合戦』（スターげいのうだいがっせん）は、1977年（昭和52年）4月3日から9月25日までTBS系列局で放送されていた毎日放送製作の演芸番組である。全26回。江崎グリコの一社提供。放送時間は毎週日曜 12:00 - 12:45 （日本標準時）。

## 概要
数々の芸能人がかくし芸に挑戦していた番組。当初は桂三枝（後の六代桂文枝）が単独で司会を務めていたが、後期には有吉ジュンがアシスタントで参入した。審査員はハナ肇、大友柳太朗、池坊保子、加瀬邦彦、キャサリンが担当。審査員特集の回では、ハナたち審査員もかくし芸に挑戦していた。
番組収録は、毎日放送千里丘放送センター内のミリカホールで公開収録形式で行われていた。音楽は全てバンドによる生演奏だった。テーマ曲には、女声コーラスによる「リパブリック讃歌」をアップテンポにアレンジしたものを使用していた。

## ルール
前期には東西対抗戦（本家フジテレビ『新春スターかくし芸大会』と同じ内容）で、審査員5人が最高10点満点で採点し、合計点の多いチームが優勝となり、キャプテン（毎週変わる）にトロフィーが手渡された。
後期には5人による個人戦で、1人が今週のチャンピオンとなり、最終回に放送されたグランドチャンピオン大会に進出できた。なお、その他の出演者にも各賞が与えられた。
いずれも優勝が決まると天井から紙吹雪が降る。

## 補足
この番組から放送開始時刻を15分繰り上げ12:00からになり放送時間も15分延長し視聴率の向上を目指した。
第1回では、出場者である男性タレントがキャンディーズとピンク・レディーの歌にのせて振付に挑戦したりスペシャルゲストとして山口百恵がシンデレラに仮装するのが見ものであった。また、細川たかし、清水健太郎が落語「二人羽織」に挑戦した。この回の出場者は、他に中条きよし、月の家円鏡、谷啓、林家小染、月亭八方、桂文珍だった。
審査員である大友、池坊、加瀬は演芸番組では、初のレギュラー出演となった。
この番組では、毎回20名近くの芸能人がかくし芸に挑戦し年間1000名以上の出場を目指していたが「NHKのど自慢」(NHK総合)、「クイズ・ドレミファドン！」（フジテレビ）、「大正テレビ寄席」(テレビ朝日）、関西地方では、「あっちこっち丁稚」(朝日放送）に大きく水をあけられ番組は、半年で終了した。
また、出場者もかくし芸の練習のために大阪に遠征しなければならないなど苦情や不満が多く寄せられていた。
夏休み期間の放送回に限り、審査の合間に「スーパーカーコーナー」を設けていた。当時のスーパーカーブームにあやかった目玉コーナーで、番組のオリジナルキャラクター「スーパー仮面」が毎回1台のスーパーカーを紹介していた。
同時間帯の番組では、民放唯一の全国ネット枠での放送で、関東地方と関西地方が両方同時ネットするのは、民放ではこの番組だけだった。
1972年（昭和47年）の「がっちり買いまショウ」以来、同局の日曜12時台の江崎グリコの一社提供は、この番組が最後となった。後番組の「新伍とんでけ捕物帳」でもスポンサーとなるが、複数社提供の1つとなった。
放送開始日の同時間帯には、関東地方では、「コッキーポップ」(日本テレビ）もスタート。5年3か月続いた。